# المتميزون
المتميزون - قصة نجاح (بالإنجليزية: Outliers: The Story of Success)‏ كتاب غير روائي كتبه مالكوم جلادويل ونشرته دار ليتل، وبراون وشركائهم للنشر في 18 نوفمبر 2008. يعرض جلادويل في كتابه العوامل التي تساهم في رفعة مستويات النجاح، وليدعّم فرضيته قام باستعراض أهم أسباب كون أغلبية لاعبي الهوكي الكنديين مولودون في الأشهر الأولى من السنة، واستعرض كيفية نجاح أحد مؤسسي شركة مايكروسوفت: بيل غيتس في الحصول على الثراء الفاحش، واستعرض كيفية انتهاء مطاف اثنين من العباقرة الاستثنائيون: كريستروفر مايكل لانغان وروبرت أوبنهايمر بطريقتين مختلفتين تمامًا. في خلال ما تم نشره، جلادويل يعيد ذكر «قانون الـ10,000 ساعة» باستمرار، مدعيًا بأن المفتاح للنجاح في أي مجال يعتمد إلى حد كبير على ممارسة مهمة معينة في مدة حوالي 10,000 ساعة. ظهر الكتاب أولًا في المركز الأول في قائمة أفضل المبيعات لنيويورك تايمز (نيويورك تايمز) والعالم والبريد (The Globe and Mail) وبقي في المنصب لأحد عشر أسبوعًا متتاليًا.

## الخلفية
مالكولم جلادويد، مؤلف «المتميزون»، كان صحفيًا في واشنطن بوست (The Washington Post) قبل أن يعمل في النيويوركر (The New Yorker), قبل المتميزون، جلادويل –الذي يكتب عادة من وجهات نظر متناقضة- كتب كتابين حازا على أفضل المبيعات: نقطة تحول (2000) وغمضة (2005). كلا الكتابين قد وُصفا كونهما «فرقعة اقتصادية». بالنسبة إلى «المتميزون» أمضى جلادويل وقتًا في البحث عن ادعاءات بما يتناقض مع ما اعتبره اعتقادًا مشهورًا. في أحد فصول الكتاب الذي قام فيه جلادويل بالتركيز على النظام التعليم الأمريكي في المدارس العامة، استعمل بحثًا أُجري من قبل أخصائيي في علم الاجتماع كارل ألكساندر والذي يقترح أن «الطريقة التي يتم فيها دراسة التعليم في الولايات المتحدة هي طريقة عكسية». في قصل آخر، يوثق جلادويل بحث رائد من قبل اخصائي نفسي كندي روجر بارنزلي لما ناقش أن تاريخ ميلاد لاعبي الهوكي يحدد مهاراتهم في المستقبل، خلال كتابة الكتاب، لاحظ جلادويل أن «أكبر خطأ في فهم النجاح هو أننا نفعله بذكائنا وطموحنا ونشاطنا وعملنا الشاق». في «المتميزون»، يأمل جلادويل أن يُرى أن هناك أكثر من متغير غير معترف بالمجتمع له علاقة في نجاح الفرد، ويريد الناس أن «ينتقلوا من الفكر أن كل شيء يحدث للمرء هو بسبب ذاك المرء نفسه». لاحظ جلادويل أنه حتى مع التأثير القليل المطبق على مصير المرء، إلا أن المجتمع له علاقة بالجزء المتحكم بالإنسان من نجاح الفرد. لما سئل ما الرسالة التي يريد للناس أن يأخذوها بعد قراءة «المتميزون»، رد جلادويل «ما نفعله نحن كمجتمع لأحدنا الآخر يهم كما نفعله لأنفسنا. قد يبدو هذا كتفاهة لكن هناك قوة من الحقيقة في هذا، أعتقد».

## ملخص
للمتميزون جزءان: «الجزء الأول: الفرصة» ويحتوي على خمسة فصول، و«الفصل الثاني: الإرث» فيه أربعة. الكتاب يحتوي أيضًا على مقدمة وخاتمة. مركزًا على الاستثنائيين –بتعريف جلادويل هم الناس الذين لا يناسبون الفهم العادي من الإنجاز- الاستثنائيون يتعامل مع أناس متميزون، خاصة هؤلاء الذين هم أذكياء، وأغنياء، وناجحين، وهؤولا الذين يعملون بطريقة تعتبر فوق المحتمل. الكاتب يعرض أمثلة تشمل الفرقة الغنائية «البيتلز» (The Beatles)، بيل غيتس-مؤسس مايكروسوفت-، والفيزيائي النظري جاي روبرت اوبنهايمر. في المقدمة، يعرض جلادويل غرض الكتاب: «لا يكفي أن نسأل عن مواصفات الناجحين، فقط عندما نسأل عن المكان الذي يأتي منه هؤلاء الناجحين نستطيع أن نكشف من ينجح ومن لا ينجح.» في خلال المنشور، يناقش جلادويل كيف أن لكل من العائلة، والثقافة، والصداقة أثر على حياة الفرد، وهو يسأل بالاستمرار عن ما إذا كان الناجحون الذين نراهم يستحقون المديح أم لا.

الكتاب يبدأ ببحث جلادويل عن عدد كبير من لاعبي هوكي الثليج الكنديون المولودون في الأشهر الأولى من السنة. الإجابة كما أوضح أن الانضمام لمسابفة الدوري يكون مفتوحًا حسب تاريخ الميلاد، فالأولاد المولودون في 1 يناير يلعبون في نفس الدوري لمن ولد في 31 ديسمبر. لأن الأولاد المولودون أولا هم أكبر وأبلغ من المنافسون الصغار، فهم يكونون معروفون بأنهم أفضل رياضيًا، مما يؤدي إلى تدريبهم بطريقة أفضل من الآخرين وفرصة أكبر في دخول الدوري. الظاهرة التي فيها «الغني يصبح أغنى والفقير يصبح أفقر» سماها جلادويل:«الميزة التراكمية»، في لحظة أن الأخصائي الاجتماعي روبرت ك ميرتون يسميها:«تأثير ماثيو»، مسماة حسب آية في الكتاب المقدس في إنجيل ماثيو:«كل من يملك سوف يعطى وسيكون لديه فائض. ولكم من لا يملك سيُؤخذ منه.» الاستثنائيون يؤكد أن النجاح يعتمد على خصوصيات اختيار الطريقة لتحديد المواهب مثل ما يظهر من المهارات الطبيعية لدى الرياضيون.

من المواضيع المألوفة التي تظهر خلال «المتميزون» هو قانون الـ10,000 ساعة المبني على دراسة من قبل أندسون إريكسون. جلادويل يدعي أن العظمة تحتاج وقتًا عظيمًا باستخدام موسيقى الخنافس (The Beatles) وكمبيوتر غيتس كأمثلة. الخنافس عرضوا عرضًا حيًا في هامبرغ، ألمانيا فوق 1,200 مرة من عام 1960م إلى عام 1964م مجمعين أكثر من 10,000 ساعة من وقت اللعب، ولهذا يطبقون قانون الـ 10,000 ساعة. جلادويل يؤيد أن كل الوقت الذي أمضاه الخنافس في العرض كونت مهارتهم«إذًا في الوقت الذي رجعوا فيه إلى إنكلترا من هامبرغ، ألمانيا، 'لم يكونوا كأي أحد. كانوا من صنيع أنفسهم'». غيتس قابل قانون الـ10,000 ساعة عندما حصل على القدرة على لادخول إلى كمبيوترات الثانوية عام 1968 بعمر الثالثة عشر، وقد أنفق 10,000 ساعة يبرمج عليها.

في «المتميزون»، قابل جلادويل غيتس الذي قال أن القدرة المتميزة للوصول إلى الكمبيوتر في وقت لم يكن الكمبيوتر فيه شيء منتشر ساعده على النجاح. من دون القدرة على الوصول، يقول غيتس أنه ما زال سيكون “شخص عالي الذكاء وجذاب ومحترف”، لكن لن تكون قيمته 50 مليون دولار أمريكي. جلادويل يشرح أن الوصول إلى قانون ال10,000 ساعة -والذي يعتبره مفتاح النجاح في أي مجال- هو ببساطة مسألة التدرب على مهمة محددة والتي يمكن أن تحقق بعشرين ساعة في الأسبوع لمدة 10 سنوات. ولقد لاحظ أيضَا أنه هو نفسه أخذ 10 سنوات ليصل إلى قانون ال10,000 ساعة، من خلال منصبه الواجز في المراقب الأمريكي (The American spectator) ووظيفته الجديدة في بريد واشنطن (The Washington Post).

جلادويل يؤكد قارئيه على أهمية موضوعه باستمرار: أن العبقرية ليست الشيء الوحيد أو الشيء الأهم الذي يحدد نجاح المرء. باستعمال حكايته ليبرر موقفه، فهو يناقش قصة كريستوفر لانغان، وهو رجل انتهى به المطاف يعمل في مزرعة أحصنة في منطقة ريفية في ميسسوري رغم أن معدل ذكاءه يعادل 195 (جلادويل يدعي أن معدل ذكاء اينشتاين هو 150). جلادويل ينوه على أن لانغان لم يصل إلى مستوى عالٍ من النجاح بسبب البيئة التي ترعرع فيها. بدون أي شخص في حياة لانغان وبدون أي شيء من خلفيته لتساعدة على أخذ الميزة من الهدايا الاستنائية، وجب عليه أن يجد النجاح بنفسه. “لا أحد- ليس نجوم الروك، ولا المحترفون الرياضيون ولا المبرمجين الأغنياء، ولا حتى العباقرة- قد يستطيعون أبدًا أن يفعلوها وحدهم” كتب جلادويل.

لاحقًا، جلادويل يقارن بين لانغان واوبنهايمر، والد القنبلة الذرية. منوهًا أن كليهما يمتلك قدرات خارقة اللازمة ليصلوا إلى النجاح في الحياة، جلادويل يناقش أن نمو اوبنهايمر صنع فارقًا كبيرًا في يحاته. اوبنهايمر كبر في أحد الأحياء الثرية في مانهاتن، وهو ابن أحد رجال الأعمال الناجح وفنانة، وقد ارتاد مدرسة فيلدستون للثقافة الأخلاقية (Ethical Culture Fieldston School) في غرب سنترال براك، وقد تلقى طفولة مركزة من التهذيب. «المتميزون» يناقش أن ه>ه الفرص أعطت اوبنهايمر الفرصة ليطور الذكاء العملي اللازم للنجاح. جلادويل يوفر قصة لنا: لما كان اوبنهايمر طالبًا في جامعة كامبردج، كانت له محاولة فاشلة في تسميم معلمه. عندما كان على وشك الطرد من الجامعة، استطاع أن يرد الإدارة عن القرار ليكمل دراسته في الجامعة باستعمال مهارات حصل عليها في تربيته التهذيبية.

قبل خاتمة الكتاب، جلادويل يكتب عن الأصل الفريد لأمه جويس الجمايكية سليلة العبيد الأفارقة. جويس ارتادت كلية جامعية في لندن، حيث قابلت ووقعت في حب غراهام جلادويل، عالم رياضيات شاب. بعد الانتقال إلى كندا جراهام أصبح بروفيسور في الرياضيات وجويس أصبحت كاتبة وخبيرة معالجة. مع أن جلادويل يعترف بطموح وذكاء أمه، لكنه يذكر الفرص التي توفرت لوالديه التي ساعدتهم للحصول على حياة أفضل من الكثير من ذوي الأصول الهندية الأمريكية. جلادويل يشرح أيضًأ كيف أن في القرن الثامن عشر، أحد مالكي المزارع البيض أخذ أَمَةً جاميكية وجعلها عشيقته. الفعل عن غير قصد أنقذ الأَمَةَ وأولادها من حياة قاسية. كأحد سلالة الأَمَة هذه، ضربة الحظ هذه أدت إلى حصول جلادويل على منصب ناجح. ملخصًا المنشور، جلادويل ينوه على أن النجاح “ليس فريدًا من نوعه ولا هو غامض. بل هو قاعدة شبكة من الفرص والإرث، بعضهم استحقها وبعضهم لا، بعضهم كسبها بنفسه وبعضهم كان محظوظا” وفي نهاية الكتاب يكتب «لم أقصد أن يكون كتاب «المتميزون» سيرة ذاتية. لكن يمكنكم أن تقرأوه كعذر لنجاحي».

## الأسلوب
«المتميزون» قد تم وصفه على أنه سيرة ذاتية، لأن جلادويل يمزج بعضا من نواحي حياته في الكتاب ليعطيه لمسة شخصية. ليف غروسمان -كاتبًا في مجلة تايم (Time Magazine)- قال عن «المتميزون» أنه “كتاب شخصي أكثر من التي سبقته،”منوهًا، “إذا وضعتم الكتاب تحت الضوء ورأيتم من الزاوية الصحيحة، تستطيعون أن تقرأوا التشفير: شخص ناجح يحاول أن يكتشف نفسه، كيف حصل له النجاح وماذا يعني.” وهو يقول أيضًا يقول أن جلادويل يشعر بالذنب لنجاحه ويؤمن بأن كريستوفر لانغان كان يستحق نفس التجربة التي مر بها.

## استقبال
نشر عن طريق ليتل، براون، وجماعته (Little, Brown, and company) في 18 نوفمبر 2008، وقد رشح الكتاب على أنه الكتاب الأول في قائمة البيع لنيو يورك تايمز (The New York Times) في الولايات المتحدة والعالم والبريد (The Globe and Mail) في كندا في نوفمبر 28، 2008، وقد مسك هذا المنصب في كندا لأحد عشر أسبوعًا متتاليًا قبل أن يستبدل ب سنوات اليانكي (The Yankee Years) برئيس فريق نيويورك يانكيز السابق جو تورري. كما في كتبه الأخرى، مبادرة جلادويل ونثره الحي جلب المدح للكتاب، ولكن طريقته قد وقعت فريصة للمنطق والأدلة غير المرضية والمبنية على القصص، والتحاليل المبسطة.

دايفد أ. شايويتز، وهو معلقًا على الكتاب في مذكرات الوول ستريت (The Wall Street Journal)، يمدح أسلوب جلادويل في الكتابة على أنها “أيقونية” ودعم ذلك: “كثير من الكتاب الجدد في غير الخيال يبحث عن طريقة ليجعل نفسه ’مالكولم جلادويل’ في موضوعه”. وقد أثنى على وضاحة الكتاب، لكنه أبرز على ذلك بأنه من المحتمل أن يكون ككعوب أخيل لأنه بسط ظواهر اجتماعية معقدة إلى”شرح مصقل ومدمج”. ولكنه أثنى أيضًا على الكتاب لأن سأل أسئلة مهمة مثل “كم من القوى الكامنة تم تجاهلها؟ وكم من المهارات الخام لم تهذّب وضاعت لأننا نتمسك لأفكار خاطئة عن ماهية النجاح وماذا نحتاج لكي نصل إليه؟”

	في نقاش عن الكتاب في مجلة سليت (slate magazine)، جون هورغان تأثر بتاريخ عائلة جلادويل. لقد شعر بأن الصلة بين العرق والإنجاز هما معطيين محللين، لكنه وجد الدروس المذكورة في «المتميزون» “بشكل غريب معطمة ومثبطة”. وقد ختم تعليقه على الكتاب بـ: “المتميزون يمثل فرصة مبددة للاستثنائيون لجلادويل -كونه هو استثنائي بنفسه، وكاتب مؤثر وموهوب ومن سلالة العبيد الأفارقة- ليكون مشاركة المحاضرة المستمرة في الطبيعة والرعاية والعرق.” بزنس وييك (bussiness week) أعطت الكتاب تقييمًا: أربعة من خمسة وتساءلت ما إذا كان جلادويل قد وضع عنقصد أدلة تناقض فرضيته. التعليق على الكتاب كان معادًا في بعض أجزائه ولكن جلادويل في النهاية يضع كل القصة في كتابة شاملة.

النقد يركز على أسلوب الكتاب والمفاهيم المبالغ في تبسيطها. روجر غاثمان –و هو غير راض عن تعميم جلادويل المبني على كميات قليلة من المعلومات- قد كتب في اوستن اميركان ستايتمان (The Austin American-Statesman) أن هذا كان جديدًا بالنسبة له ويعتقد أن الاقتراب هذا ينوه على «إرهاق معين في طريقته المفضلة». لقد لاحظ أن الاستثنائيون مع التجارب والتحاليل والاستنتاجات مطبقين ميكانيكًا على ظواهر التاريخ والحاضرة «ليصنع لحظة اكتشاف»، وأن طريقة جلادويل في التحليل لا تعمل بعد الآن، وأنه قد «حان الوقت لجلادويل لكي ينتج شيءًا أكثر تحديًا من سرقات ال القبور الاحترافية من أوراق علم الاجتماع القديمة.» بويد تونكن في المستقل (The Independent) له رأي مشابه ويسأل لم جلادويل «لا يحمل أستاذية مثبتة في جامعة الواضح جدًا».

جايسون كاولي وهو يراجع الكتاب في الوصي (The Guardian)، شعر أن الكتاب كان مناقشة بين جلادويل ونفسه، مدللًا بعدد الكلمات التي استعمل فيها «نحن» كما في المثال: «هناك شيءًا خاطئًا عميقًا في الطريقة التي ننظر فيها إلى النجاح..... نحن نتشبث بفكرة أن النجاح هو عملية بسيطة تعتمد على قدرات المرء والعالم الذي كبر فيه والقوانين التي نختارها لنكتب، كأن المجتمع ليس له أية تأثير على الإطلاق.» هو يظن أيضَا أنه كان هناك «بعد واحد من التأمرك في العمل» وهو يلاحظ أمثلة جلادويل في الولايات المتحدة خاصة في مدينة نيو يورك. ويجد الأمر مثيرًا للضحك أن الكتاب يوفر اقتراحات على كيفية حل مشكلة انحيازات المجتمع، تعليق السنداي تايمز (the Sunday Times) لكيفن جاكسون يوافق على أن الكتاب نفسه عانى من التركيز الغير المتوازن على الموضوع الأمريكي، متنبئًا أن الكتاب سيحقق مبيعات عالية في الولايات المتحدة أكثر من المملكة المتحدة. جاكسون قد خاب أمله من انعدام الأفكار الجديدة في الكتاب، منوهًا أنه يمدد فقط على المبدأ «أنك يجب أن تولد في اللحظة المناسبة؛ في الوقت المناسب؛ من العائلة المناسبة؛ ثم عليك أن تعمل بجد جدًا. هذا كل ما في الموضوع.» كان أيضًا دقيقًا نحو مناقشة جلادويل على قانون الـ10,000 ساعة في تفنيد نجاح الخنافس (The Beatles) كان له خص أكثر من «روح الشباب صوت الإيثار والعمل الجماعي.» في مقال عن الكتاب في نيو يورك تايمز (The New York Times) ستيفن بنكر كتب: «المنطقية في «المتميزون» المكونة من قصص مقتطفة، وسفسطة بعد التخصص وثنائيات خاطئة جعلتني أنخر على جهازي الامازون كيندل.» في التعليق في النيو ريببلك (The New Republic)، إسحا شوتينر قال عن الفصل الأخير أنه:«منيع لكل أنواع التفكير الإبداعي»

جيف سشورو نظر إلى كلام جلادويل أنه يجب عليك أن تولد بين 1952 و1958 لكي تصبح بليونيري تكنولوجيا. ساورو وجد أن حقيقة«مليونير البرامج له فرصة أكبر أن يكون مولود خارج إطار 1952 و1958 على أن تكون مولود داخلها.» في أثناء أن فرضية جلادويل خاطئة، ساورو نوه على أنها تُستعمل أكثر لجلب القارئ ليفكر عن النمط عامة، أكثر من حقيقة مقبولة.

## روابط خارجية
- استثنائيون على موقع الموسوعة البريطانية (الإنجليزية)